# Вертер (фильм-опера, 1985)
«Ве́ртер» (нем. Werther)  —  художественный телефильм-опера, поставленный в 1985 году, совместное производство Чехословакии и ФРГ. Экранизация одноимённой оперы Жюля Массне.

## Сюжет
Действие происходит в окрестностях Франкфурта в 1785 году. Молодой поэт Вертер влюбляется в Шарлотту, но у неё уже есть жених, и вскоре она выходит замуж. Вертер вынужден уехать, но, не в силах забыть Шарлотту, пишет ей письма. Читая их, Шарлотта, несмотря на любящего и заботливого мужа, с которым она счастлива в браке,  понимает, что с Вертером они родственные души и она могла бы его полюбить...
«Вертер» — лирическая опера. Трогательная любовная драма о гибели иллюзий и надежд обрисована в музыке Массне выразительной, психологически чуткой и гибкой мелодикой, тонкими и изящными оркестровыми красками. Фильм является экранизацией оперы.

## В ролях
- Петер Дворски —  Вертер, поэт
- Бригитта Фассбендер —  Шарлотта, дочь судьи
- Михал Дочоломанский (поёт Ханс Хельм) —  Альберт, жених Шарлотты
- Магда Вашариова (поёт Магдалена Гайоссиова) —  Софи, сестра Шарлотты
- Франтишек Зварик (поёт Петер Микулаш) —  судья, отец Шарлотты

## Музыканты
- Пражский симфонический оркестр (ФОК)
- Дирижёр  — Либор Пешек

## Съёмочная группа
- Режиссёр видеозаписи: Петр Вейгль
- Операторы: Иржи Каданка, Любош Моравец
- Композитор: Жюль Массне
- Сценаристы: французское либретто оперы Эдуара Бло, Поля Милье и Жоржа Артмана, по роману Иоганна Вольфганга Гёте «Страдания юного Вертера».
- Год выпуска: 1999
- Год записи: 1985
- Совместное производство: 
 Ceskoslovenská Televízia Bratislava (CST)
 TV 2000 Film-und Fernsehproduktions
 Zweites Deutsches Fernsehen (ZDF) 
Image Entertainment, US

## Издание на видео
- Во многих странах выпущен на DVD.
- В России пока не выпущен на DVD.